# Tonny Holst-Christensen
Tonny Holst-Christensen (* 25. Januar 1936; † 11. August 2024, geborene Tonny Petersen) war eine dänische Badmintonspielerin.

## Karriere
Tonny Petersen gewann 1953 ihren ersten Titel bei den dänischen Einzelmeisterschaften der Junioren. 1962 siegte sie bei den All England im Damendoppel mit Judy Hashman. Weitere internationale Titel erkämpfte sie in Deutschland, der Schweiz, Schweden, Belgien, Schottland und den Niederlanden.

## Sportliche Erfolge
| Saison    | Veranstaltung                                    | Disziplin   | Platz | Name                                              |
| --------- | ------------------------------------------------ | ----------- | ----- | ------------------------------------------------- |
| 1952/1953 | Dänemark: Einzelmeisterschaften der Junioren U19 | Dameneinzel | 1     | Tonny Petersen, Charlottenlund                    |
| 1953/1954 | Dänemark: Einzelmeisterschaften der Junioren U19 | Dameneinzel | 1     | Tonny Petersen, Charlottenlund                    |
| 1955/1956 | Dänemark: Einzelmeisterschaften                  | Dameneinzel | 1     | Tonny Petersen, Amager BC                         |
| 1957      | Schottland: Internationale Meisterschaften       | Damendoppel | 1     | Tonny Ahm / Tonny Petersen                        |
| 1959      | Belgian International                            | Dameneinzel | 1     | Tonny Holst-Christensen                           |
| 1959/1960 | Dänemark: Einzelmeisterschaften                  | Dameneinzel | 1     | Tonny Holst-Christensen, Amager BC                |
| 1960      | Schottland: Internationale Meisterschaften       | Damendoppel | 1     | Tonny Holst-Christensen / Inge Hasselsteen        |
| 1961      | Dutch Open                                       | Mixed       | 1     | Bjørn Holst-Christensen / Tonny Holst-Christensen |
| 1961      | Schweden: Internationale Meisterschaften         | Mixed       | 1     | Bjørn Holst-Christensen / Tonny Holst-Christensen |
| 1961      | Schweden: Internationale Meisterschaften         | Damendoppel | 1     | Hanne Andersen / Tonny Holst-Christensen          |
| 1961      | Schweden: Internationale Meisterschaften         | Dameneinzel | 1     | Tonny Holst-Christensen                           |
| 1961      | Schweiz: Internationale Meisterschaften          | Mixed       | 1     | Bjørn Holst-Christensen / Tonny Holst-Christensen |
| 1961      | Schweiz: Internationale Meisterschaften          | Dameneinzel | 1     | Tonny Holst-Christensen                           |
| 1961/1962 | Deutschland: Internationale Meisterschaften      | Damendoppel | 1     | Judy Hashman / Tonny Holst-Christensen            |
| 1962      | All England                                      | Damendoppel | 1     | Judy Hashman / Tonny Holst-Christensen            |